# Euxoa bogdanovi
Euxoa bogdanovi är en fjärilsart som beskrevs av Nicolas Grigorevich Erschoff 1874. Euxoa bogdanovi ingår i släktet Euxoa och familjen nattflyn. Inga underarter finns listade i Catalogue of Life.

## Bildgalleri

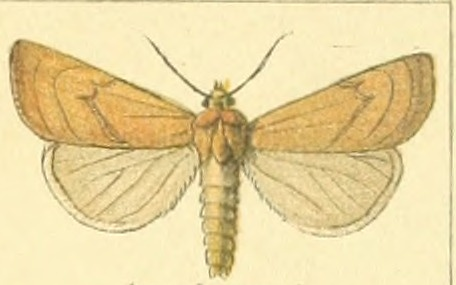